# Эмброуз, Рона
Ронали (Рона) Чапчук Эмброуз (англ. Ronalee Chapchuk "Rona" Ambrose; род. 15 марта 1969, Альберта, Канада) — государственный деятель Канады. В 2015—2017 лидер официальной оппозиции и временный лидер Консервативной партии. В 2006—2015 занимала ряд министерских постов в консервативном правительстве Канады.

## Биография
Родилась в маленьком городке провинции Альберта. Отец, Джеймс Чапчук, — украинского происхождения. Часть своего детства провела в Бразилии. Кроме английского владеет испанским, португальским и французским языками.
Получила степень бакалавра искусств в области гендерных исследований в Викторианском университете и магистра политологии в Альбертском университете.
На выборах 2004 года была впервые избрана в Палату общин Канады от округа в Альберте и переизбиралась на всех последующих выборах. После прихода к власти в 2006 году консервативного правительства заняла пост министра окружающей среды, став самой молодой женщиной в истории Канады, входящей в состав кабинета. До ухода Консервативной партии в оппозицию занимала ряд министерских постов, иногда 2—3 поста одновременно.
После поражения консерваторов на выборах 2015 года их лидер и премьер-министр Стивен Харпер подал в отставку с обоих постов. Рона Эмброуз была утверждена временным лидером Консервативной партии и заняла пост лидера официальной оппозиции. Она отказалась выдвигать свою кандидатуру на выборах постоянного лидера Консервативной партии, которые состоялись 27 мая 2017 года.
4 июля 2017 подала в отставку с поста депутата Палаты общин в связи со своим решением уйти из федеральной политики. В августе 2017 года правительство Джастина Трюдо назначило Эмброуз членом консультативного совета НАФТА, который должен был представить обратную связь по переговорам с США и Мексикой.
Феминистка. Придерживается либертарианских взглядов, большое влияние на неё оказали романы Айн Рэнд «Атлант расправил плечи» и «Источник».